# 碧南市立南中学校
碧南市立南中学校（へきなんしりつ みなみちゅうがっこう）は、愛知県碧南市春日町にある公立中学校。

## 概要
- 碧南市立大浜小学校校区、碧南市立棚尾小学校校区の生徒が通学する[1]。
- 校地は碧南市立棚尾小学校に隣接する。また、校地の一部（南側）は、前身の碧南市立棚尾中学校の校地である。

## 沿革
- 1955年（昭和30年）4月 - 旧・碧海郡大浜町を校区とする碧南市立大浜中学校と、旧・碧海郡棚尾町を校区とする碧南市立棚尾中学校を統合し、碧南市立南中学校として開校。
- 1985年（昭和60年）4月 - 碧南市立中央中学校を分離する。

## 交通アクセス
- 名鉄三河線碧南駅下車、徒歩約8分。

## 周辺施設
- 愛知県立碧南高等学校
- 碧南市立棚尾小学校　※隣接
- 碧南市立日進小学校
- 碧南市立大浜小学校
- 碧南市立中央小学校
- 棚尾保育園
- 碧南市役所
- 碧南棚尾郵便局
- 碧南海浜水族館
- 碧南市臨海公園
- 日鉄ステンレス加工衣浦工場
- 大浜漁港

## 出身者
- 禰冝田政信（碧南市長）